# Simfonia concertant per a oboè, clarinet, trompa, fagot i orquestra (Mozart)

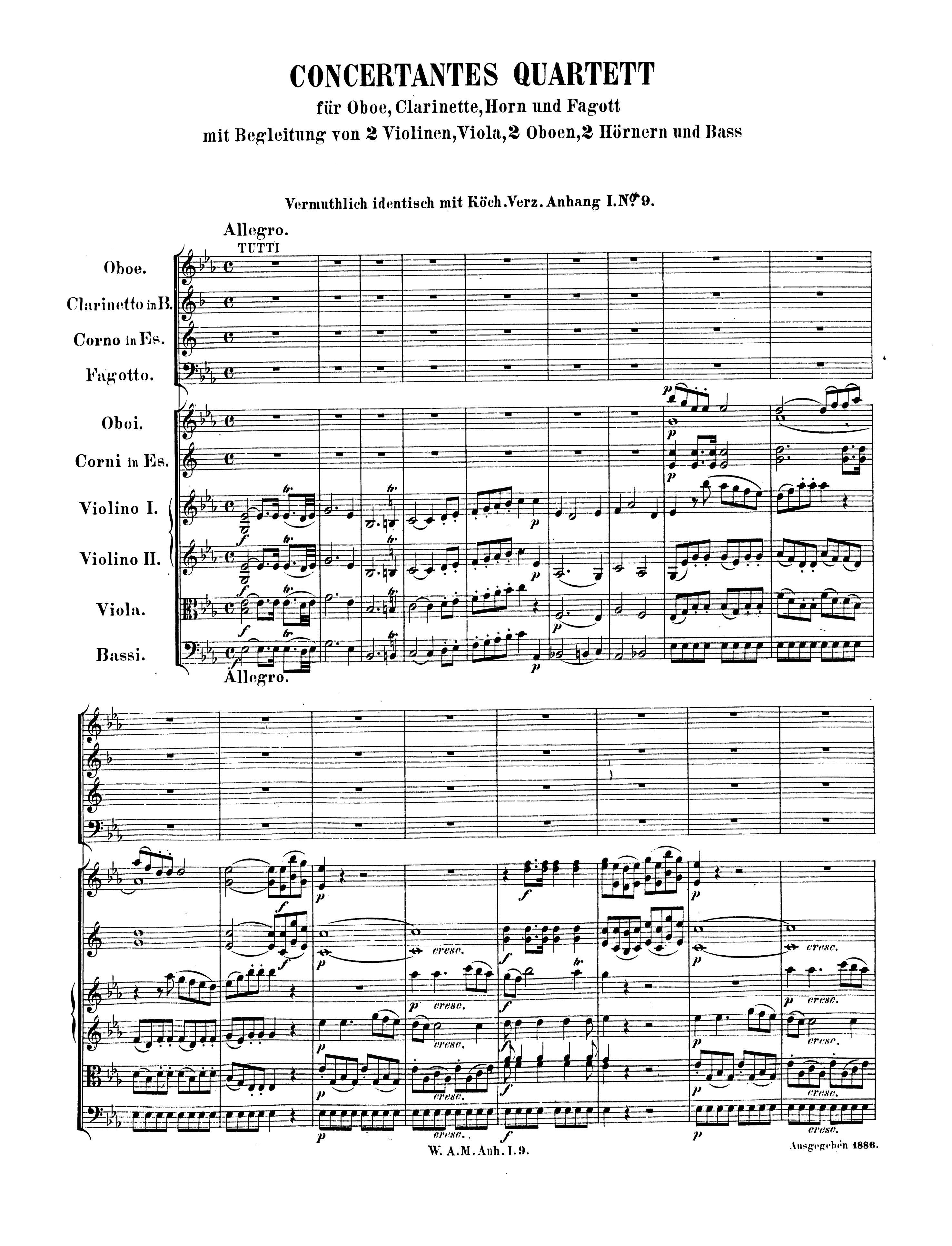
1er mov.: Allegro.

La Simfonia concertant per a oboè, clarinet, trompa, fagot i orquestra en mi bemoll major, K. 297b/Anh. C 14.01, va ser composta per Wolfgang Amadeus Mozart a París, en el mes d'abril de 1778. En l'actualitat, existeix una gran controvèrsia pel que fa a l'autenticitat de l'obra i tal com s'interpreta avui dia.

## Instrumentació
La simfonia concertant està composta per a oboè solista, clarinet solista, trompa solista, fagot solista i una orquestra formada per dues trompes, dos oboès i cordes. La seva interpretació sol durar uns vint-i-vuit minuts.

## Estructura
1. Allegro
2. Adagio
3. Andante con variazioni

El primer moviment està escrit en compàs de 4/4, en forma sonata amb tres exposicions en lloc de dues –una d'interpretada per l'orquestra i les altres dues pels solistes–. Presenta una cadenza escrita abans de la coda.
L'adagio, escrit en compàs de 4/4, presenta «moderats intercanvis de material temàtic».
L'últim moviment està en forma variació i presenta un tema seguit de deu variacions i una coda. Cada variació està separada de la següent per «ritornelli orquestrals idèntics, bàsicament decoratius». Aquest moviment està en compàs de 2/4 fins al final de l'última variació, en el qual apareixen sis compassis adagio en 6/8 que condueixen a una coda en compàs de 4/4.

## Autenticitat
A través de cartes i d'anuncis de concerts és sabut que Mozart va escriure una simfonia concertant per a flauta, oboè, trompa i fagot, la partitura original del qual s'ha perdut. Existeixen discrepàncies pel que fa al que s'interpreta en els nostres dies, i fins i tot sobre si la peça existent està relacionada si més no amb l'obra original. Els experts no es posen d'acord respecte a aquest assumpte, i alguns diuen que la composició es troba actualment corrompuda. Stanley Sadie, per exemple, és desdenyós amb l'obra; per la seva banda, Alfred Einstein la considera autèntica. Alguns especialistes opinen que és inconcebible que Mozart escrivís un concert amb els tres moviments en la mateixa tonalitat (mi bemoll major), com passa en aquesta obra. El Projecte Mozart considera la peça com a «espúria o dubtosa», argumentant que no apareix recollida en la seva llista de concerts.
Mozart va mostrar un gran afecte i predilecció pels instruments de vent en les seves òperes i concerts. En aquest sentit, són dignes d'esmentar els passatges de vent en els seus concerts per a piano número 15 i 17, amb diàlegs memorables amb el solista. En òpera existeixen moltes àries amb passatges similars d'instruments de vent-fusta i de trompa, com Per pietà, ben mio, perdona de Fiordiligi, pertanyent a Così fan tutte. Alguns especialistes creuen que aquestes qualitats destacades també es mostren en aquesta peça.
Malgrat la controvèrsia existent entorn de la seva autenticitat, la simfonia concertant és popular en els nostres dies, interpretada amb regularitat i ben considerada pels músics professionals. Alguns passatges són de la més alta qualitat, com la coda del primer moviment, que mostra un final agitador i emocionant. Robert D. Levin considera autèntica la part orquestral, mentre que opina que el paper dels solistes hauria estat modificat per terceres persones. S'ha suggerit que l'obra posseeix un caràcter evocador, fins i tot tardorenc. L'escriptura dels instruments de vent és de tal qualitat que tan sols seria sobrepassada per la Serenata núm. 10, «Gran Partita», en si bemoll major, composta el 1781.